# Мукачівська міська територіальна громада
Мукачівська міська громада — територіальна громада в Україні, в Мукачівському районі Закарпатської області. Адміністративний центр — місто Мукачево.
Площа громади —  км², населення —  мешканців (2020).

## Приєднання сіл до Мукачівської ОТГ
Наприкінці серпня 2018 р. громада села Нове Давидково підтримала приєднання до Мукачівської міської ОТГ, ставши четвертою сільською громадою, яка дала згоду на об‘єднання з містом обласного значення. Відповідне рішення було ухвалено Новодавидківською громадою на велелюдному обговоренні переважною більшістю голосів.
На зустрічі громади з керівництвом села, народним депутатом Віктором Балогою та експертами мешканцям Нового Давидкова запропонували об'єднатися в Мукачівську ОТГ, аби отримати більше можливостей для розвитку села. Раніше погодження на приєднання до ОТГ дали сесії сільрад с. Павшино, Нижній Коропець та Лавки. За словами експерта з децентралізації Володимира Феськова, одне з найбільших і найпродукттвніших сіл Мукачівщини втомилось працювати «на районну владу».
12 вересня 2018 р. на позачерговій сесії міськради депутати Мукачівської міської ради одноголосно ухвалили рішення про надання згоди на добровільне приєднання Новодавидківської та Шенборнської сільських територіальної громади Мукачівського району до Мукачівської міської територіальної громади. Після громадських обговорення в обох селах рішення про добровільне приєднання до Мукачева було ухвалене на сесіях сільських рад.  Мукачівська ОТГ об'єднала 93,4 тис. жителів, її загальна територія склала 96 кв. км.
Мукачівська міська ОТГ була утворена 26 жовтня 2018 року шляхом приєднання Лавківської, Нижньокоропецької,Новодавидківської, Павшинскої та Шенборнської сільських рад Мукачівського району до Мукачівської міської ради обласного значення..

## Визнання громади спроможною
У червні 2019 року уряд визнав спроможною Мукачівську міську ОТГ у складі територіальних громад міста Мукачева та сіл Лавки, Павшино, Шенборн, Нижній Коропець, Нове Давидково Мукачівського району Закарпатської області. Кабмін дозволив Мукачівській ОТГ перейти на прямі міжбюджетні відносини, визнав таким чином створення сьомої об’єднаної територіальної громади в Закарпатській області — першої на Закарпатті з центром в місті обласного значення.

Міський голова Мукачева Андрій Балога висловив окрему вдячність головам сіл, які приєдналися до ОТГ: Нижній Коропець – Магдалині Молнар, Павшино – Вікторії Кізман, Шенборн – Вікторові Легезі, Нове Давидково – Євгену Качуру, Лавки – Івану Хайнасу, депутатам та громадам.
|  | Мукачево, Шенборн, Лавки, Нижній Коропець, Павшино та Нове Давидково нині разом творитимуть майбутнє. Вітаю об’єднану громаду з історичним новим етапом розвитку. Впевнений, що процес приєднання на цьому не зупиниться. Мукачівський міський голова Андрій Балога |

## Утворення старостинських округів
Згідно із рішення Мукачівської міської ради, на території Мукачівської міської ОТГ було створено 5 старостинських округів:
1. Новодавидківський старостинський округ з центром в с.Нове Давидково, що складається із села Нове Давидково;
2. Лавківський старостинський округ з центром в с.Лавки, що складається із села Лавки;
3. Нижньокоропецький старостинський округ з центром в с.Ниижній Коропець, що складається із села Нижній Коропець;
4. Павшинський старостинський округ з центром в с.Павшино, що складається із села Павшино;
5. Шенборнський старостинський округ з центром в с.Шенборн, що складається із села Шенборн.

Також на сесії міськради вирішили призначити виконуючих обов'язків старост.
Так, виконуючого обов’язки старости села Нове Давидково призначили Євгена Івановича Качура, в.о. старости села Лавки став Хайнас Іван Петрович, в.о. старости села Нижній Коропець обрано Молнар Магдалину Олександрівну, в.о. старости села Павшино - Кізман Вікторію Степанівну; в.о. старости села Шенборн - Легезу Віктора Михайловича.

## Об'єднання триває
У жовтні 2018 року на позачерговій сесії депутатами Мукачівської міськради було схвалено проект рішення про добровільне приєднання до Мукачівської міської ОТГ Жнятинської сільської територіальної громади.
22 жовтня 2019 до громади добровільно приєдналася Дерценська сільська рада Мукачівського району..
Відповідно до Закону України «Про внесення змін до Закону України „Про добровільне об'єднання територіальних громад“ щодо добровільного приєднання територіальних громад сіл, селищ до територіальних громад міст республіканського Автономної Республіки Крим, обласного значення» громади, утворені внаслідок приєднання суміжних громад до міст обласного значення, визнаються спроможними і не потребують проведення виборів.

## Населені пункти
До складу громади входять 1 місто (Мукачево) і 17 сіл:
- Барбово
- Горбок
- Дерцен
- Доробратово
- Завидово
- Залужжя
- Ключарки
- Лавки
- Макарьово
- Негрово
- Нижній Коропець
- Нове Давидково
- Павшино
- Пістрялово
- Ромочевиця
- Форнош
- Шенборн